# Dagmar Schulz (Politikerin)
Dagmar Schulz (* 1963 in Berlin) ist eine deutsche parteilose Politikerin. Sie ist seit 2021 Landrätin des Landkreises Lüchow-Dannenberg.

## Werdegang
Schulz absolvierte ein Verwaltungsstudium und schloss dieses als Diplom-Verwaltungswirtin ab. Ab 2002 war sie in verschiedenen Fachbereichen beim Landkreis Lüchow-Dannenberg tätig, von 2003 bis 2005 leitete sie beispielsweise das Jugend-, Schul- und Kulturamt, von 2007 bis 2013 war sie Leiterin des Fachdienstes für Straßenverkehr. Ab 2013 war sie Leiterin für Jugend, Familie und Bildung im Landkreis.
Zur Landratswahl 2021 trat Schulz als parteilose Kandidatin an. Im ersten Wahlgang erhielt sie rund 25 % der Stimmen und lag damit hinter dem CDU-Kandidaten Hanno Jahn. Bei der Stichwahl setzte sie sich mit rund 57 % der Stimmen durch.